# Діденко Юрій Валерійович
Ю́рій Вале́рійович Діде́нко (нар. 2 березня 1966, Запоріжжя, Україна) — відомий піаніст, педагог.

## Біографія
Закічив Центральну середню спеціальну музичну школу в Москві у Е. П. Ховен та А. А. Мндоянца. В 1987—1992 роках навчався в Московській державній консерваторії ім. П. І. Чайковського в класі піаніста, професора В. К. Мержанова, потім у нього ж в аспірантурі. З 1994 року викладає в Московській консерваторії, є асистентом професора В. К. Мержанова.

## Премії та нагороди
1992 — Гран-прі та перша премія на Міжнародному конкурсі в Танбрідж Уеллс, Велика Британія.
1993 — премія на Міжнародному фортепіанному конкурсі ім. Дюрле в Антверпені, Бельгія.
1994 — лауреат Міжнародного фортепіанного конкурсу в Джопліні, Міссурі, США.